# Fake Plastic Trees
«Fake Plastic Trees» —en español: «Árboles de plástico falsos»— es una canción del grupo británico Radiohead, de su segundo álbum, The Bends. También es el tercer sencillo proveniente de este álbum en el Reino Unido, pero el primero en el resto del mundo.

## Origen y grabación
Según Thom Yorke, la canción trata de un área del este de Londres llamada Canary Wharf, construida sobre unos terrenos baldíos cerca de los muelles (docks) del Támesis. Esta área estaba destinada a ser un gran distrito de negocios, pero fue afectada por una recesión en los mercados en los noventa. El paisaje de la zona fue decorado con una gran cantidad de plantas artificiales, origen del título.
El tema es considerado uno de los mejores por muchos de los fanes de Radiohead, a la altura de "Paranoid Android". De hecho la revista Rolling Stone lo sitúa en el número 385 de su lista de las 500 mejores canciones de la historia (actualización 2010).
Colin Greenwood dijo en una entrevista en 1997 que durante las grabaciones del tema, la banda asistió a un concierto de Jeff Buckley en The Garage, Highbury (septiembre de 1994). Después del mismo, volvieron al estudio y Thom Yorke grabó las pistas de la voz y la guitarra acústica en tres tomas, echándose a llorar tras ello. El resto de la banda fue grabando sus partes más tarde, sin desestructurar la melodía principal.
La cara B del CD incluye el tema "India Rubber", canción en la cual Jonny Greenwood puede ser escuchado riendo, y el tema "How Can You Be Sure?", tema de sus inicios.
Las caras B de la segunda parte son versiones acústicas de Thom Yorke y Jonny Greenwood, grabadas en el Eve's Club en Londres.
La canción ha sido también grabada por Christopher O'Riley en una versión instrumental solo para piano, con toques clásicos, y versionada en directo por Alanis Morissette, Dashboard Confessional, André Matos, entre otros.

## Video musical
El video musical de "Fake Plastic Trees" fue dirigido por Jake Scott y tiene como ambiente una especie de supermercado muy particular, donde los abarrotes no tienen nombre ni se logra divisar qué son, además de ocupar colores definidos para cada sector de los estantes, similar a los de un arcoíris. Los miembros del grupo aparecen paseándose dentro de un carro de supermercado, no viéndose quién lo maneja, y aparecen varios supuestos clientes muy particulares, incluyendo empleados, niños, un anciano con una gran barba que juega con pistolas de juguete, una mujer en un gran sombrero negro, un hombre calvo en camiseta de baloncesto que se afeita la cabeza con una maquinilla de afeitar eléctrica, un hombre joven que juega con un carrito, etc. No obstante, cuando los miembros del grupo aparecen, no hay ninguna persona cerca, como si estuvieran solos. El director dijo acerca del vídeo: "La película es realmente una alegoría de la muerte y la reencarnación, pero si puedes interpretar eso al verlo, debes ser tan raro como la gente que lo hizo". Norman Reedus, estrella de The Boondock Saints y de The Walking Dead, hace un cameo como el joven que juega con un carrito.

## Lista de canciones
- CD 1

1. Fake Plastic Trees - 5:02
2. India Rubber - 5:45
3. How Can You Be Sure? - 4:47
4. Fake Plastic Trees [Acoustic]
5. Bullet Proof... I Wish I Was [Acoustic]
6. Street Spirit (Fade Out) [Acoustic]